# Том-том
Том-том (англ. tom-tom) — ударний музичний інструмент з невизначеною висотою звуку з родини мембранофонів китайського походження. Оригінальний китайський том-том має дерев'яний корпус висотою 10—12 см, з обох боків затягнутий шкірою. Китайський том-том має три різновиди — великий, середній і малий. Грають на інструменті дерев'яними паличками від малого барабана або від литавр з невеликими твердими головками.
Сучасні том-томи значно відрізняються від китайських і схожі на малий барабан. Сила натягу шкіри регулюється гвинтами. Мають 8 різновидів в залежності від розміру корпусу.
Пікколо, сопрановий і альтовий — одношкірні; альтовий, тенорові (1 і 2) — двошкірні. Ці інструменти кріпляться на малому барабані.

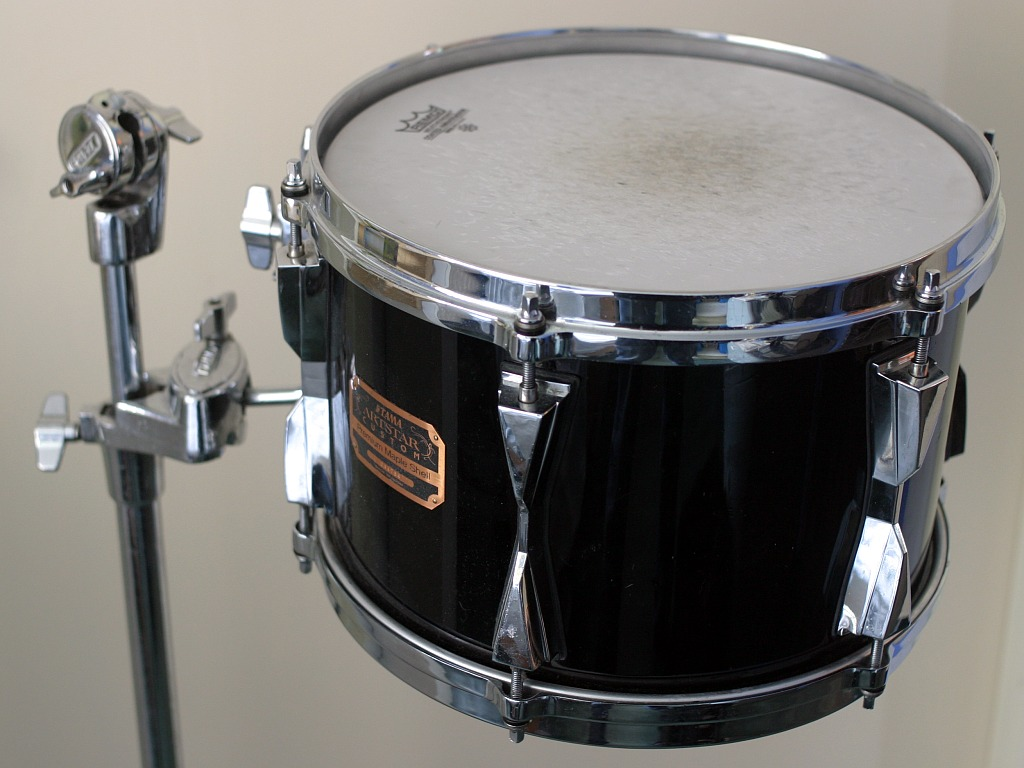
Том-том

Баритоновий, басовий і контрабасовий — двошкірні. Вони ставляться на ніжки, вмонтовані в корпус.
В симфонічних оркестрах використовують 3 або 4 том-томи, які доручають одному виконавцеві. Партія том-томів записується на нитці або на блоці ниток (якщо інструментів декілька).
Кількість томів-томів в ударних установках може варіюватися від одного до семи, а в деяких випадках і більше. Розміри том-томів варіюються від 8" до 16", а глибина від 6" до 18". Розташовуються том-томи на рівні грудей у сидячому положенні на відстані витягнутої руки безпосередньо перед виконавцем, а також, при найбільшій кількості ще й з обох боків, по колу (розташовані на підлозі).

## Звучання
| Інструмент                   | Семпл  |
| ---------------------------- | ------ |
| 8-дюймовий навісний том-том  | 59 KBⓘ |
| 12-дюймовий навісний том-том | 41 KBⓘ |
| Напольний том-том            | 39 KBⓘ |